# Воля-Бахорська
Воля-Бахорська (пол. Wola Bachorska) — село в Польщі, у гміні Бучек Ласького повіту Лодзинського воєводства.
Населення — 205 осіб (2011).
У 1975-1998 роках село належало до Серадзького воєводства.

## Демографія
Демографічна структура станом на 31 березня 2011 року:
|          | Загалом | Допрацездатний вік | Працездатний вік | Постпрацездатний вік |
| -------- | ------- | ------------------ | ---------------- | -------------------- |
| Чоловіки | 104     | 21                 | 68               | 15                   |
| Жінки    | 101     | 23                 | 47               | 31                   |
| Разом    | 205     | 44                 | 115              | 46                   |